# Echinocereus chisoensis
Echinocereus chisoensis, conocida comúnmente como alicoche chiso, es una especie de planta suculenta perteneciente al género Echinocereus, dentro de la familia Cactaceae. Se distribuye desde el suroeste de Texas (Estados Unidos) hasta el noreste de México (concretamente en los estados de Coahuila, Chihuahua y Durango).

## Descripción

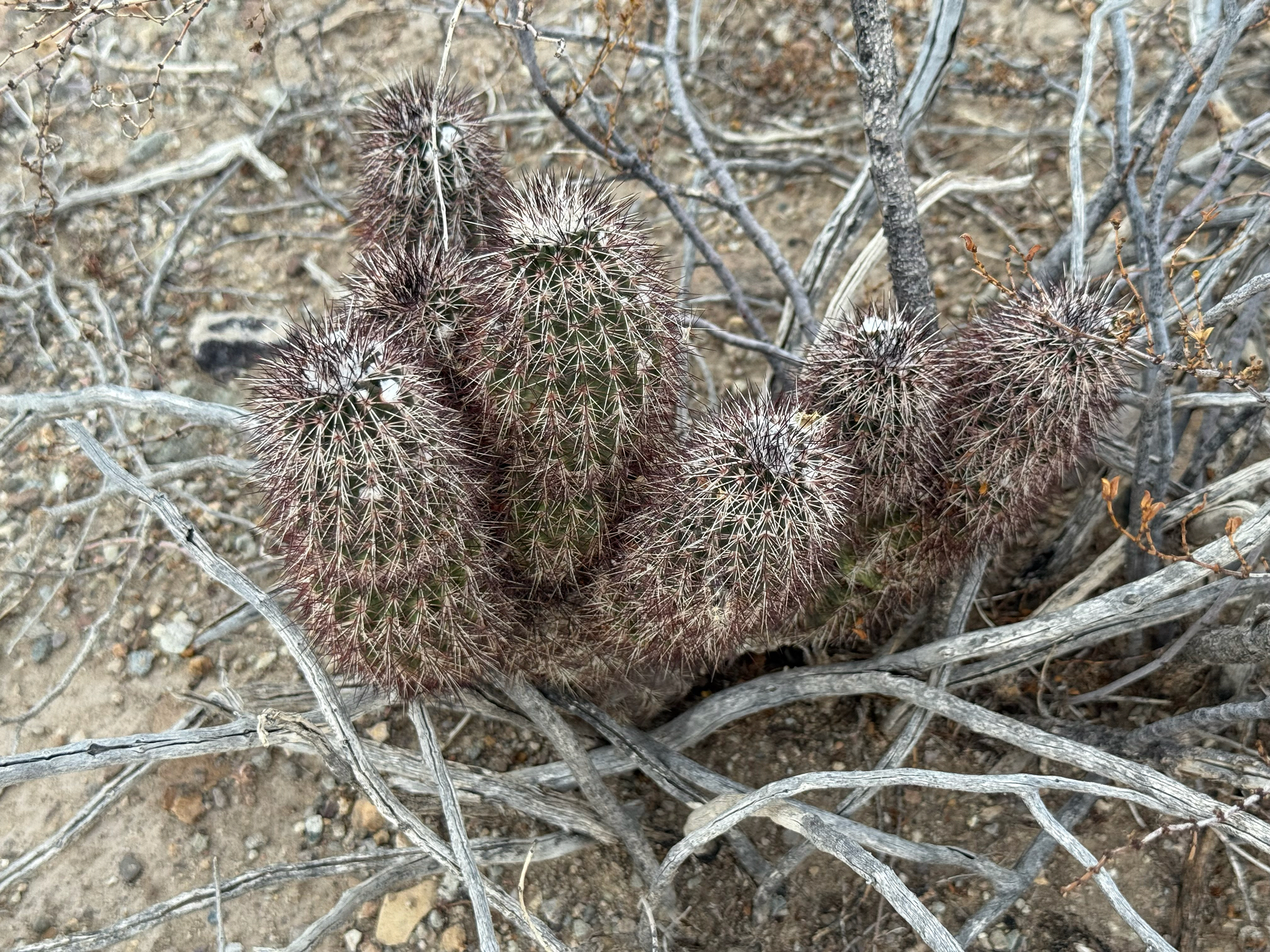
Porte de la planta

Echinocereus chisoensis es una especie de cactus que crece de forma solitaria y presenta un tallo cilíndrico. Su altura varía entre 12,5 y 25 cm, y su diámetro entre 3,5 y 5 cm. La epidermis muestra un color verde oscuro y las raíces son tuberosas y engrosadas.

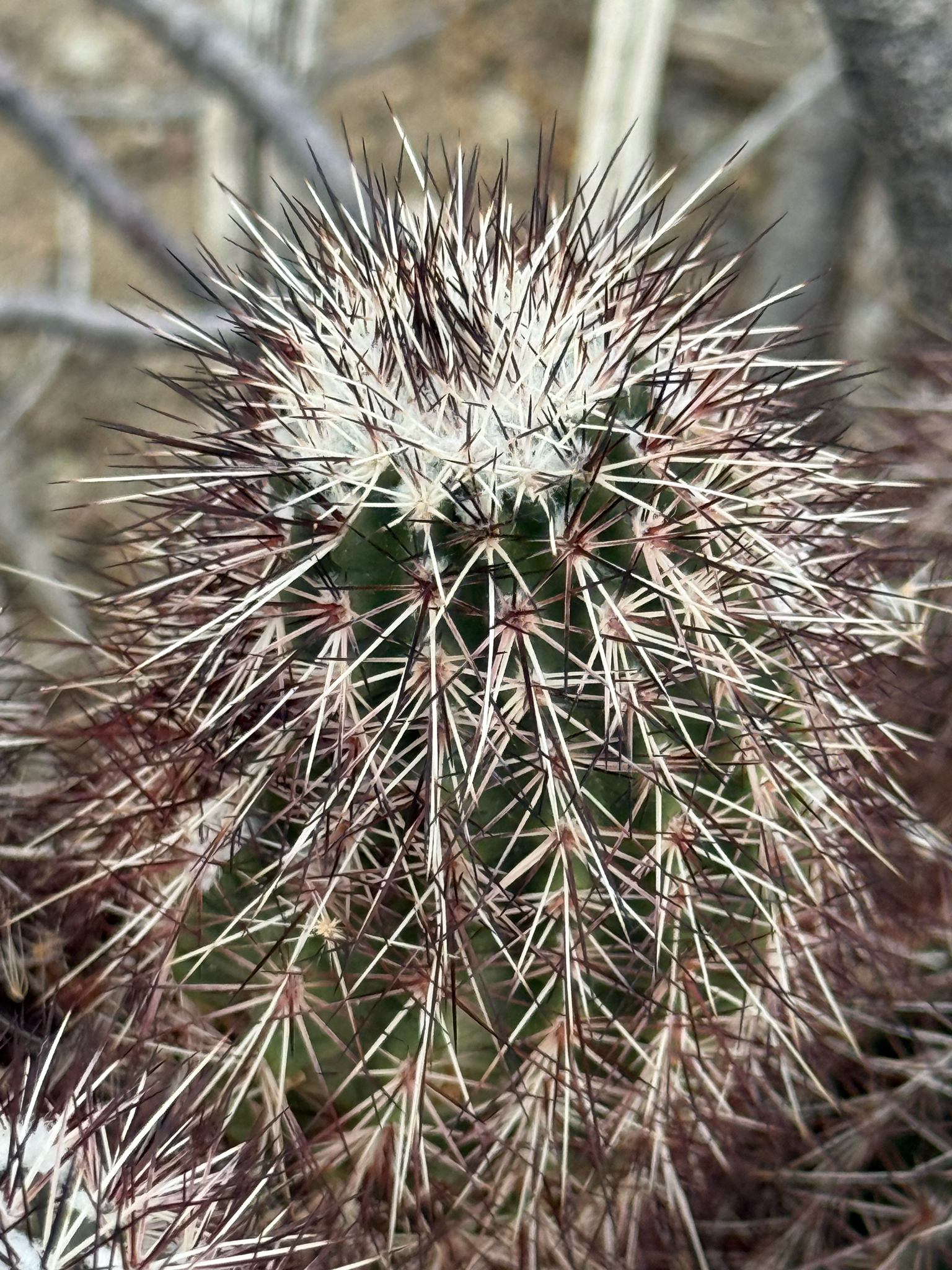
Detalle de las espinas

La planta desarrolla entre 10 y 16 costillas tuberculadas, de aproximadamente 1 cm de ancho y entre 0,7 y 1 cm de alto. Las areolas, de forma redonda, miden cerca de 3 mm de largo y se ubican a una distancia de 6 a 8 mm entre sí. Las espinas centrales, entre 1 y 6 por areola, se disponen adosadas o ligeramente extendidas. Estas espinas miden entre 0,7 y 2,5 cm de largo y son de color negro. También presenta de 11 a 16 espinas radiales, que se disponen adosadas o algo erectas, con una longitud de 0,5 a 2 cm y una coloración blanca con la punta oscura. En su etapa temprana, las plántulas aparecen densamente cubiertas de pelos.
Florece en primavera. Las flores tienen forma de embudo y exhiben una tonalidad de color rosado claro a magenta con gargantas blancas (o al menos más pálidas) y centros rojo carmesí oscuro. Alcanzan unos 6 cm de largo y un diámetro de entre 5 y 7 cm. La yema floral es redonda, espinosa y presenta una cubierta lanosa. Las flores se abren a media mañana, se cierran por la noche y repiten este ciclo durante un periodo de 1 a 3 días.

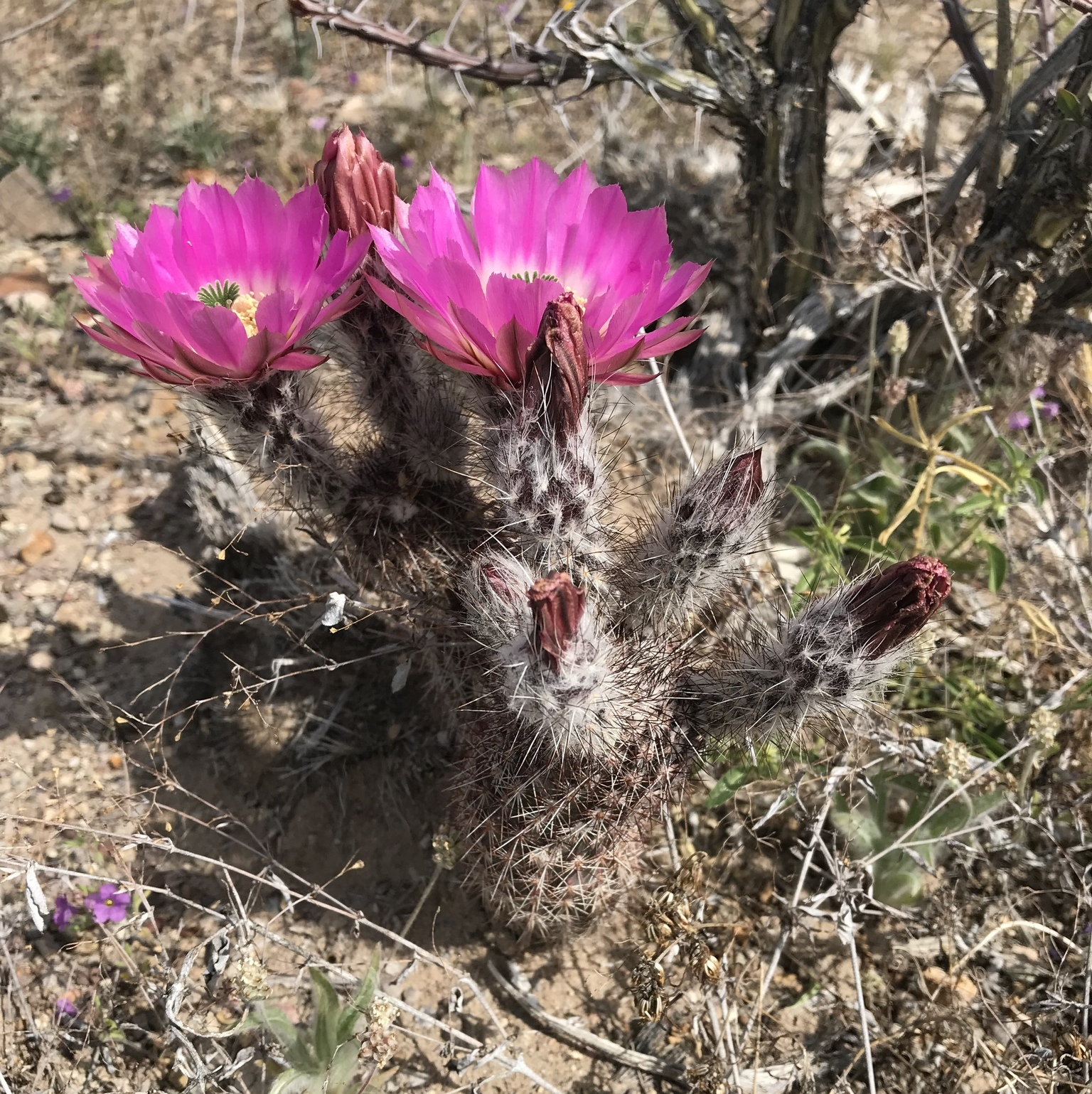
Planta en flor

El tubo floral mide hasta 3 cm de largo y muestra un color marrón rojizo. El ovario, de color verde, mide entre 2 y 2,8 cm de largo. Las areolas en esta zona contienen de 10 a 15 espinas, con longitudes que van de 0,5 a 2,5 cm y colores que varían del blanco al marrón. Los pétalos alcanzan hasta 4 cm de largo y entre 1 y 1,5 cm de ancho. La cámara de néctar mide hasta 7 mm. Los estambres tienen filamentos de color amarillento verdoso, con una longitud de 1 a 1,5 cm, y anteras amarillas. El estilo es blanco y puede alcanzar hasta 3,5 cm de largo. El estigma presenta entre 10 y 11 lóbulos, de 5 a 8 mm de largo, con una coloración verde.
Los frutos son ovalados y maduran en un periodo de aproximadamente dos meses. Su longitud varía entre 2,5 y 3,5 cm, y su diámetro entre 1 y 1,5 cm. Son de color verde, con pulpa blanca. Al madurar, se abren longitudinalmente y en su interior contienen semillas de color marrón oscuro. Estas miden entre 1 y 1,2 mm de largo, y entre 0,8 y 1 mm de ancho. La testa no presenta perforaciones y está recubierta de verrugas muy marcadas. Esta especie es diploide, con un número de cromosomas de 2n = 22.

## Distribución y hábitat
El área de distribución nativa de esta especie abarca suroeste de Texas (Estados Unidos) hasta el noreste de México (concretamente en los estados de Coahuila, Chihuahua y Durango). Habita principalmente en biomas desérticos o de matorral seco y crece sobre caliza con grava, a altitudes que oscilan entre los 650 y los 750 metros sobre el nivel del mar.

## Ecología

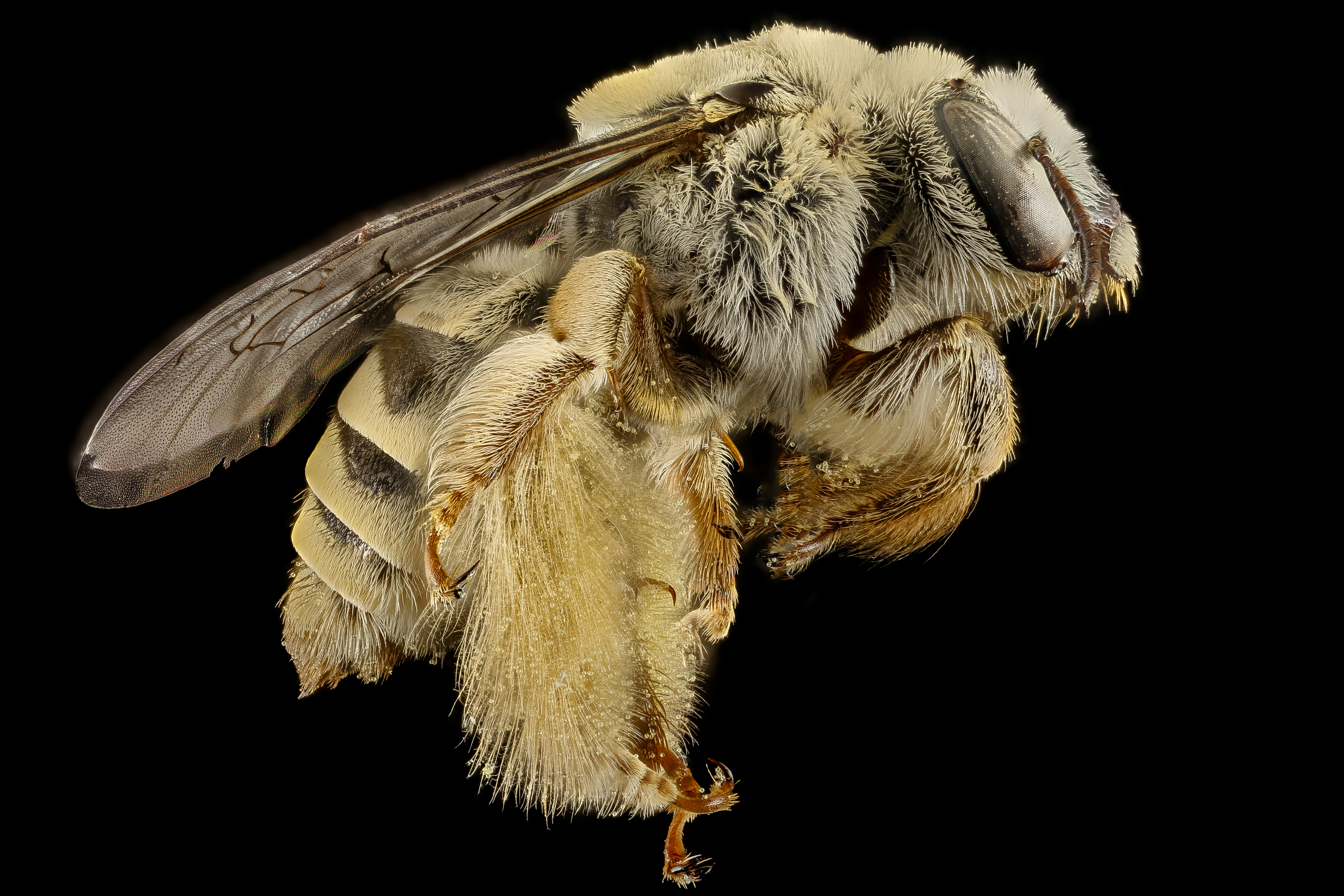
Diadasia rinconis es la encargada de polinizar principalmente las flores de estos cactus

Un estudio realizado en 1999 y 2000 sobre la biología reproductiva y la ecología de la polinización de Echinocereus chisoensis mostró que esta especie presenta homogamia, es decir, la maduración simultánea de los órganos reproductivos masculinos y femeninos. Además, no puede autopolinizarse de forma efectiva (autoincompatibilidad) y necesita polen de otros individuos para reproducirse (xenogamia).
La polinización depende en gran medida de la abeja Diadasia rinconis, una especie oligoléctica que visita principalmente flores de cactus. Aunque las visitas de estas abejas son escasas, la planta muestra una alta tasa de fructificación mediante polinización abierta y los frutos generados contienen una gran cantidad de semillas.

## Taxonomía
Echinocereus chisoensis fue descrita por el botánico estadounidense William Taylor Marshall y publicada por primera vez en la revista científica Cactus and Succulent Journal 12: 15 en 1940.
Etimología
- Echinocereus: nombre genérico formado a partir de las palabras latinas ĕchīnus (que significa ‘erizo’) y cereus (que se traduce como 'vela' o 'cirio'), en alusión a los tallos cortos, columnares y espinosos que presentan las especies de este género.[10]
- chisoensis: epíteto geográfico que hace referencia a la presencia de la especie en las montañas Chisos, en el Parque Nacional Big Bend (Texas).[11][12]

### Subespecies
Actualmente se distinguen dos subespecies:
| Imagen | Subespecie                                                 | Descripción | Distribución                                                    |
| ------ | ---------------------------------------------------------- | --- | --------------------------------------------------------------- |
|        | Echinocereus chisoensis subsp. chisoensis                  | Tiene tallos que no suelen estar constreñidos anualmente y flores de hasta 6 cm de largo con la base del perianto interno de color rojo intenso                     | Suroeste de Texas                                               |
|        | Echinocereus chisoensis subsp. fobeanus (Oehme) N.P.Taylor | Presenta tallos a menudo constreñidos en secciones anuales y flores de hasta 9.5 cm de largo con la base del perianto interno de color verde pálido o marrón claro. | Noreste de México (del este de Durango al suroeste de Coahuila) |

Sinonimia
- Sinónimos de Echinocereus chisoensis subsp. chisoensis:[13]
  - Echinocereus fobeanus subsp. metornii (G.Frank) W.Blum & Mich.Lange, 1998
  - Echinocereus metornii G.Frank, 1990
- Sinónimos de Echinocereus chisoensis subsp. fobeanus:[14]
  - Echinocereus chisoensis var. fobeanus (Oehme) N.P.Taylor, 1985
  - Echinocereus fobeanus Oehme, 1940

## Estado de conservación

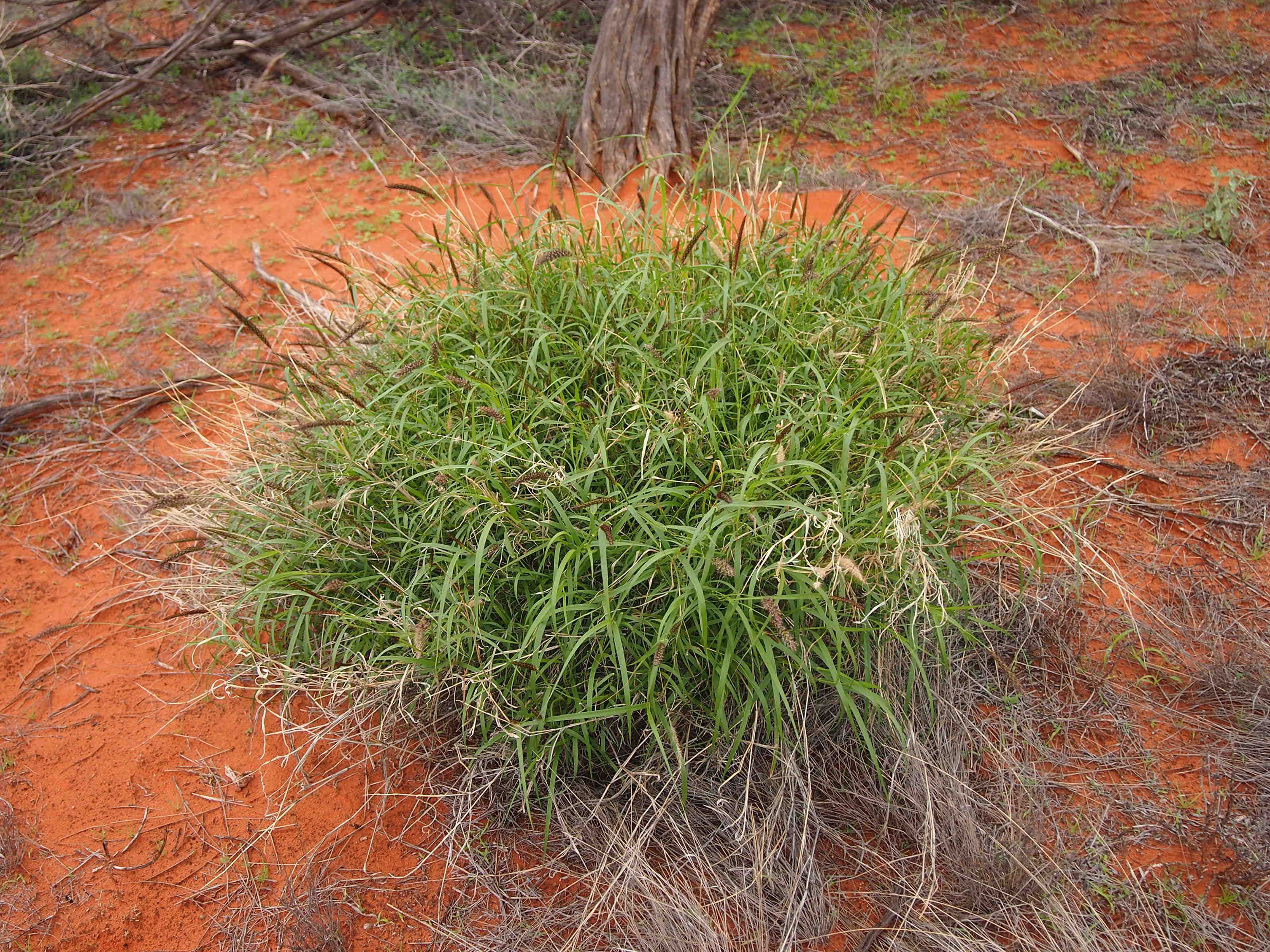
Cenchrus ciliaris, una especie invasora que afecta las poblaciones de cactus

En la Lista Roja de Especies Amenazadas de la UICN, la especie está clasificada como “En Peligro de Extinción (EN)”.
Las principales amenazas que afectan a Echinocereus chisoensis incluyen la recolección ilegal de ejemplares, la herbivoría por parte de roedores y la invasión de Cenchrus ciliaris, una especie de hierba invasora nativa de África y Asia que se extiende especialmente a lo largo de los arroyos. Además, algunos factores como la degradación del hábitat provocada por el pastoreo en el pasado, el cambio climático u otras causas aún no identificadas podrían estar limitando el establecimiento de nuevas plantas a partir de semillas.

## Usos

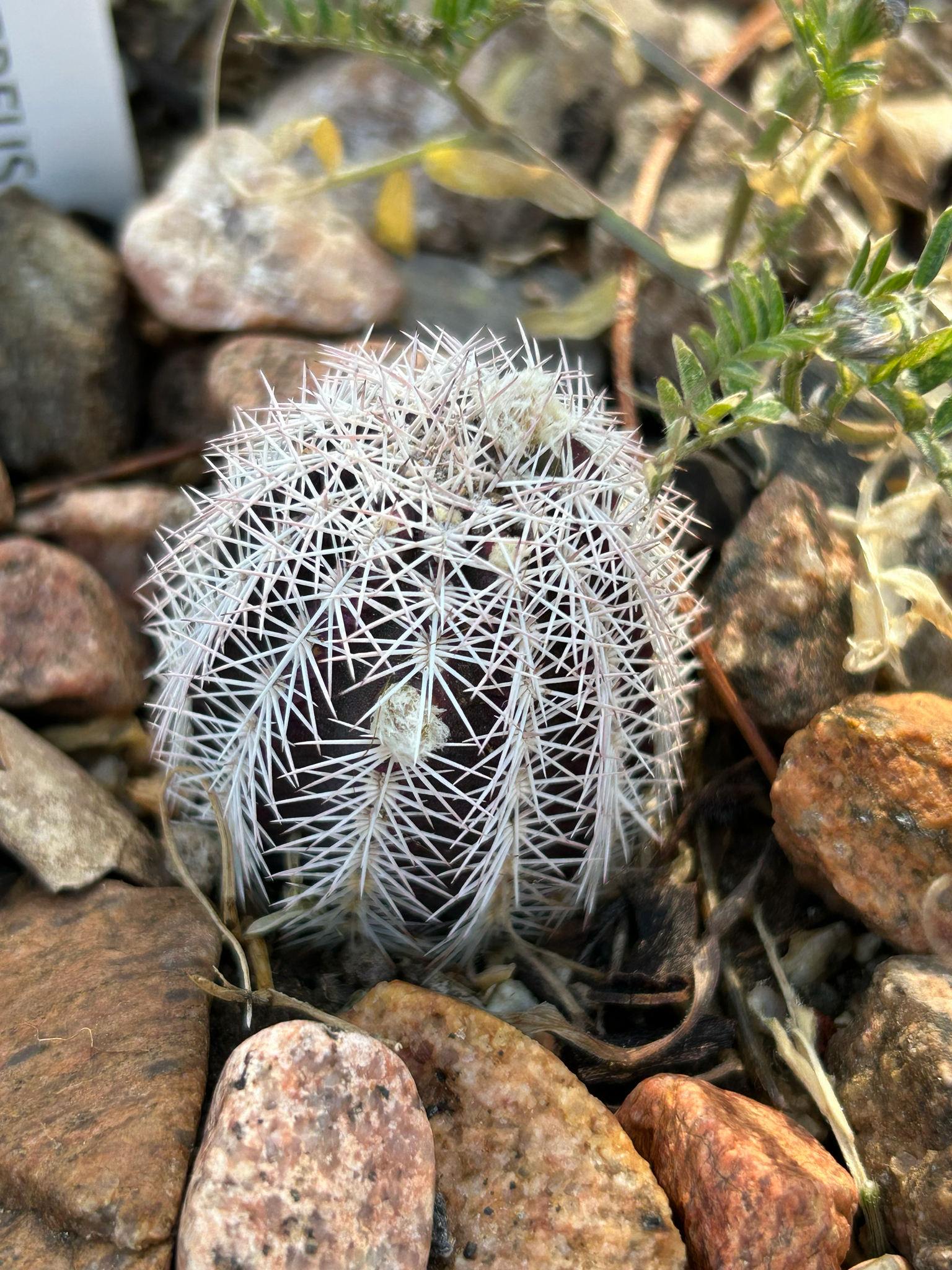
Cultivo en grava

Echinocereus chisoensis se cultiva principalmente como planta ornamental por su valor estético y su floración vistosa. Resulta adecuada para cultivo en maceta, siempre que se utilice un sustrato mineral muy poroso, con buen drenaje y baja proporción de materia orgánica. Suele crecer sobre suelos calizos, por lo que un aporte adicional de calcio puede favorecer su desarrollo. También se adapta a sustratos pobres y rocosos en exteriores.
Esta especie crece lentamente, aunque puede desarrollarse con mayor rapidez si recibe calor, riegos controlados y fertilización diluida durante la temporada de crecimiento. Necesita un lugar soleado, tolera el sol directo y, si se cultiva en interiores, requiere al menos cuatro horas diarias de luz solar directa. Aunque necesita más humedad que otros cactus desérticos para florecer, es muy sensible al exceso de riego, lo que puede provocar pudrición.
En su hábitat natural soporta temperaturas de hasta -25 °C, pero en cultivo se recomienda mantenerla por encima de los 5 °C y completamente seca en invierno. Puede resistir descensos puntuales por debajo de los -5 °C si se encuentra en condiciones secas y bien ventiladas. Durante el invierno, conviene reducir el riego y suspender la fertilización para favorecer el letargo y evitar el crecimiento débil por falta de luz.
Para un crecimiento adecuado, necesita trasplantes periódicos y macetas amplias, poco profundas y con buen drenaje. Aunque no es especialmente sensible a plagas o enfermedades, un exceso de humedad durante épocas frías puede favorecer infecciones fúngicas.
La propagación se realiza principalmente por semillas, aunque también puede multiplicarse mediante esquejes, dado que forma ramificaciones basales con el tiempo. Las semillas germinan con facilidad en macetas si se les proporciona un ambiente adecuado. Para un desarrollo óptimo, necesitan humedad controlada, un sustrato bien drenado y una buena disponibilidad de agua, luz y nutrientes durante el periodo de crecimiento.